# Cine Bohemio
El Cine Bohème estava situat al carrer de Creu Coberta, 44-46 (numeració de l'època) i es va inaugurar el 1929. Abans, el propietari havia dirigit un cine Bohème al mateix carrer de Creu Coberta.
Aquest cinema comptava amb una instal·lació sonora Photophone i una capacitat de 1.500 localitats. Durant la Guerra Civil, la sala va esdevenir escenari de diferents actes polítics. Després de la Guerra, el Bohème es convertí en Bohemio.
L'últim programa es va projectar el 26 de maig de 1986 i estava format per Reanimator i Malson a Elm Street.